# Eurybia unxia
Eurybia unxia is een vlindersoort uit de familie van de prachtvlinders (Riodinidae), onderfamilie Riodininae.
Eurybia unxia werd in 1885 beschreven door Godman & Salvin.